# Сибирячиха
Сибиря́чиха — село Солонешенского района Алтайского края .

## История
Основано в 1824 году. Первыми жителями села Сибирячиха были старообрядцы, построившие дома вместе впадения реки Червянки в реку Сибирку. В истории сохранились имена основателей — Калистрат Ломакин, Афанасий Гордеев, Степан Черепанов и другие.
Документально существование села подтверждается с 1834 года, в «Ревизской сказке», датированной 16 июня этого года сказано, что в селе проживало 33 семьи, 154 души мужского и 167 женского пола.
К концу XIX века в селе насчитовалось более 1000 человек, по результатам переписи 1917 года численность населения составляла 2779 человек из них 68 % старообрядцев. Перед началом Первой мировой войны в селе имелись: церковно-приходская школа, единоверческая церковь. В 1913 году в собственности жителей села было 14 тысяч голов крупного рогатого скота, 9 тысяч коней, 12 тысяч овец и коз, 2000 свиноматок. Были распространены следующие промыслы: изготовление саней, телег, инвентаря для обработки земли, пошив конной упряжи. Из объектов инфраструктуры имелись почтовое отделение, земская квартира, медицинский пункт с несколькими койками, маслодельный кооператив, казённая винная лавка. В 1908 г. была построена и открыта школа. 2 раза в год проводились двухнедельные ярмарки (в июне и декабре).
О дореволюционной истории села свидетельствуют и сохранившиеся до наших дней названия окраин села — «Корея» и «Турция». Никто не помнит, почему они так называются, но по одной из версий, на этих окраинных жили участники русско-турецкой и русско-японской войн.
Согласно данным переписи 1917 г, в селе имелось 432 хозяйства, в которых проживало 2779 человек. 68 % хозяйств было старожильческими, остальные жители являлись переселенцами из 23 губерний России, прибывшими в село в основном в 1909—1910 гг.
Сибирячиха была центром одного из немногих на Алтае единоверческих приходов, в селе располагался единоверческий Никольский храм.
В начале августа 1918 г. в Сибирячихе белыми частями из отряда правительственной Алтайской экспедиции войскового старшины В. И. Волкова были расстреляны 10 красногвардейцев из отряда П. Ф. Сухова. Погибшие похоронены в братской могиле.
Осенью 1919 г. в селе было создано три повстанческих отряда. В сентябре того же года, захватив село, колчаковцы по списку, предоставленному им кулаками, сожгли 17 домов повстанцев и расстреляли партизан Ладакова, Черепанова и Говорушенко, захваченных в плен. Позже они были похоронены рядом с суховцами. Установленный на братской могиле памятник находится в аварийном состоянии.

## Население
| 1833  | 1917  | 1926  | 1997  | 1998  | 1999  | 2000  |
| ----- | ----- | ----- | ----- | ----- | ----- | ----- |
| 321   | ↗2779 | ↘2682 | ↘1184 | ↘1149 | ↘1119 | ↘1112 |
| 2001  | 2002  | 2003  | 2004  | 2005  | 2006  | 2007  |
| ↘1031 | ↘960  | ↘930  | ↘858  | ↘816  | ↗838  | ↘819  |
| 2008  | 2009  | 2010  | 2011  | 2012  | 2013  |       |
| ↘764  | ↗794  | ↘767  | ↘762  | ↘726  | ↘709  |       |

## Инфраструктура
- Объекты социальной сферы: средняя общеобразовательная школа, детский сад, участковая больница.
- Электроэнергетика: Сибирячихинский участок электрических сетей.
- Объекты культуры: Сибирячихинский СДК в котором находится музей истории и старообрядчества — экспонаты приносят сами селяне, в основном это старинные орудия труда, гончарные изделия, народные одежды.

## Достопримечательности

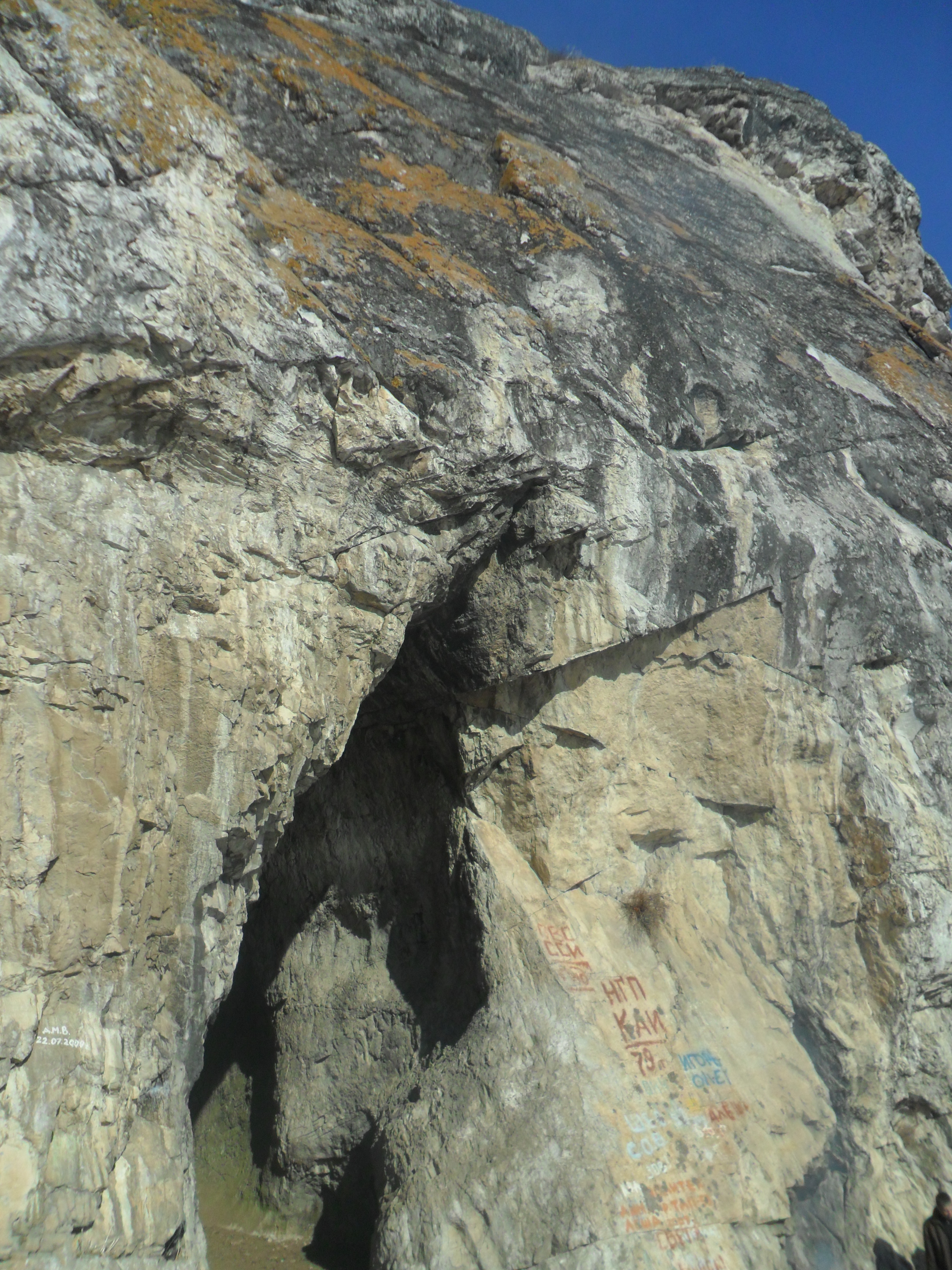
Вход в пещеру

На окраине, называемой «Турция», располагается главная достопримечательность Сибирячихи — пещера Окладникова. Она была давно известна археологам и местным жителям. Первое письменное упоминание о пещере сделал в 1878 году алтайский исследователь Николай Ядринцев, официальное название пещера получила в честь археолога Алексея Окладникова. В 1984 году его ученики проводили там раскопки. Пещера из себя представляет небольшой грот высотой 2,5 и шириной 8 метров. Но при первом же шурфе обнаружены: останки плейстоценовых животных, каменные орудия труда первобытных людей и останки двух неандертальцев. Всего в пещере Окладникова обнаружили 3763 экземпляра костных останков. Считается что пещера использовалась как стоянка охотников на животных, в основном мамонтов, бизонов, шерстистых носорогов. Вероятное время освоения древними людьми пещеры— 37-40 тысяч лет назад. В настоящее время пещера имени Окладникова законсервирована.
В долине реки Сибирка выявлено около 30 курганов, имеющих диаметр до 22 м, высотой до 1,5 м. В них хоронили представителей пазырыкской культуры. Один из центров проживания пазырыкцев находился в долине реки Сибирки.
Река Ануй — главная водная артерия Солонешенского района, на её левом берегу и располагается основная часть современной Сибирячихи, а на правом берегу Ануя, на против села возвышается красивая скала высотой примерно 50 м. Она состоит из известняка девонского периода. В скале видны множество отверстий, некоторые из них доступны только скалолазам. У воды находится вход в Большую Сибирячихинскую пещеру. Длина всех её ходов — 160 м, а высота сводов около 15 м.